# Carolina López (futbolista argentina)
Carolina López (General Deheza, provincia de Córdoba, Argentina, 22 de mayo de 1988) es una exfutbolista argentina. Fue futbolista de Racing, equipo con el que fue campeón de Liga Cordobesa, y de Talleres, con quien compitió en los torneos nacionales.

## Trayectoria
López comenzó a jugar al fútbol en la Universidad Nacional de Córdoba, institución en la que egresó de la Licenciatura en Nutrición. En 2011, se sumó al Club Atlético Racing, donde dio sus primeros pasos en las competiciones oficiales.
Tuvo un breve paso por talleres en 2016 pero pronto regresó a la Academia. En 2018 fue campeona del torneo de Primera A de la Liga Cordobesa de Fútbol, único título de este tipo para la institución de Nueva Italia.
Regresó a Talleres en 2020, aunque el club albiazul recién volvería a competir en 2022, primero por la pandemia de COVID-19, y luego tras la suspensión arbitraria sufrida por parte de la LCF. En 2022, Talleres inicia su trayecto en los torneos nacionales y ese año, las Matadoras consiguen el ascenso de Primera C a Primera B. A fines de 2023, López anunció su retiro.
Volvió de su retiro en 2024 para vestir la camiseta de Acción Juvenil, equipo de su localidad.

## Clubes
| Club           | País      | Año       |
| -------------- | --------- | --------- |
| C. A. Racing   | Argentina | 2011-2015 |
| Talleres       | Argentina | 2016      |
| C. A. Racing   | Argentina | 2017-2019 |
| Talleres       | Argentina | 2020-2023 |
| Acción Juvenil | Argentina | 2024      |